# Virginia Maples
Virginia Maples (Los Angeles, 13 gennaio 1921 – Naples, 13 gennaio 2010) è stata un'attrice e ballerina statunitense.

## Biografia
Virginia Maples, figlia di un ufficiale dell'esercito, imparò molto presto la danza. Nel 1937 fu eletta Miss California ed entrò a far parte della compagnia di Earl Carroll, esibendosi anche a Broadway nel 1940. L'anno dopo esordì al cinema nel musical Tre settimane d'amore, con Carmen Miranda, interpretando un piccolo ruolo di ballerina.
Dopo poche altre commedie dove ebbe ruoli di contorno, nel 1945 fu protagonista femminile nel western Wildfire, al quale però non seguirono altre interpretazioni, quando è apparso nei suoi film del 1954, Il mondo è delle donne, con Lauren Bacall, L'amante sconosciuto, con Ginger Rogers e Van Heflin, e Follie dell'anno, con Ethel Merman, Donald O'Connor and Marilyn Monroe. Virginia Maples lavorò ancora come ballerina di night-club e fu nota alle cronache per le sue frequenti e brevi relazioni con noti personaggi dello spettacolo, dal direttore d'orchestra Lionel Newman agli attori Laurence Tibbett Jr., Victor Mature, Phil Silvers e George Raft, finché nel 1947 conobbe, tramite Carmen Miranda, il brasiliano Envidio Sanctos e lo sposò. Vissero tra Brasile e Stati Uniti, dove nel 1950 nacque la loro figlia Diana. Divorziarono nel 1962. Nel 1973, Virginia, trasferitasi con la figlia a Naples, in Florida, vi aprì un negozio di souvenir e si è ritirata dalla recitazione. A Naples morì nel 2010, nel giorno del suo ottantanovesimo compleanno.

## Filmografia

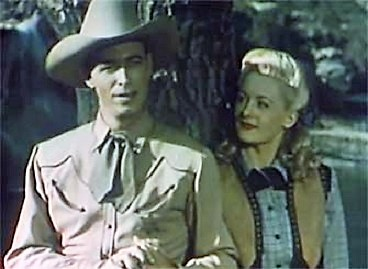
Con Eddie Dean in Wildfire

- Tre settimane d'amore (1941)
- The Mad Martindales (1942)
- Irish Eyes Are Smiling (1944)
- Something for the Boys (1944)
- Wildfire (1945)
- Il mondo è delle donne (1954)
- L'amante sconosciuto (1954)
- Follie dell'anno (1954)
- Capobanda (1962)
- Hello, Dolly! (1969)